# Campeonato Sergipano 2022
In 2022 werd het 99ste Campeonato Sergipano gespeeld voor voetbalclubs uit de Braziliaanse staat Sergipe. De competitie werd georganiseerd door de FSF en werd gespeeld van 15 januari tot 9 april. Sergipe werd kampioen.

## Eerste fase
De clubs uit groep A speelden heen en terug tegen de clubs uit groep B.

### Groep A
| Plaats | Club               | Wed. | W | G | V | Saldo | Ptn. |
| ------ | ------------------ | ---- | - | - | - | ----- | ---- |
| 1.     | Itabaiana          | 10   | 7 | 2 | 1 | 17:4  | 23   |
| 2.     | Sergipe            | 10   | 6 | 3 | 1 | 26:7  | 21   |
| 3.     | Gloriense          | 10   | 4 | 3 | 3 | 14:11 | 15   |
| 4.     | Frei Paulistano    | 10   | 4 | 0 | 6 | 12:18 | 12   |
| 5.     | América de Propriá | 10   | 2 | 1 | 7 | 10:22 | 7    |

|  | Geplaatst voor tweede fase |

### Groep B
| Plaats | Club        | Wed. | W | G | V | Saldo | Ptn. |
| ------ | ----------- | ---- | - | - | - | ----- | ---- |
| 1.     | Falcon      | 10   | 7 | 0 | 3 | 20:7  | 21   |
| 2.     | Confiança   | 10   | 5 | 5 | 0 | 18:6  | 20   |
| 3.     | Lagarto     | 10   | 5 | 2 | 3 | 15:10 | 17   |
| 4.     | Boca Júnior | 10   | 1 | 1 | 8 | 6:23  | 4    |
| 5.     | Maruinense  | 10   | 0 | 1 | 9 | 3:33  | 1    |

## Tweede fase
In geval van gelijkspel ging de club met het beste resultaat in de eerste fase door. 
|  | halve finale | halve finale | halve finale | halve finale |  |         | finale | finale | finale | finale |
|  |              |              |              |              |  |         |        |        |        |        |
|  |              |              |              |              |  |         |        |        |        |        |
|  | Itabaiana    | 0            | 1            | 1            |  |         |        |        |        |        |
|  | Sergipe      | 2            | 0            | 2            |  |         |        |        |        |        |
|  |              |              |              |              |  | Sergipe | 2      | 1      | 3      |        |
|  |              |              |              |              |  | Falcon  | 1      | 1      | 2      |        |
|  | Falcon       | 1            | 1            | 2            |  |         |        |        |        |        |
|  | Confiança    | 1            | 1            | 2            |  |         |        |        |        |        |

## Totaalstand
| Plaats | Club               | Wed. | W | G | V | Saldo | Ptn. |
| ------ | ------------------ | ---- | - | - | - | ----- | ---- |
| 1.     | Sergipe            | 14   | 8 | 4 | 2 | 31:10 | 28   |
| 2.     | Falcon             | 14   | 7 | 3 | 4 | 24:12 | 24   |
| 3.     | Itabaiana          | 12   | 8 | 2 | 2 | 18:6  | 26   |
| 4.     | Confiança          | 12   | 5 | 7 | 0 | 20:8  | 22   |
| 5.     | Lagarto            | 10   | 5 | 2 | 3 | 15:10 | 17   |
| 6.     | Gloriense          | 10   | 4 | 3 | 3 | 14:11 | 15   |
| 7.     | Frei Paulistano    | 10   | 4 | 0 | 6 | 12:18 | 12   |
| 8.     | América de Propriá | 10   | 2 | 1 | 7 | 10:22 | 7    |
| 9.     | Boca Júnior        | 10   | 1 | 1 | 8 | 6:23  | 4    |
| 10.    | Maruinense         | 10   | 0 | 1 | 9 | 3:33  | 1    |

|  | Kampioen, geplaatst voor Copa do Brasil 2023, Copa do Nordeste 2023 en Série D 2023     |
|  | Vicekampioen, geplaatst voor Copa do Brasil 2023, Copa do Nordeste 2023 en Série D 2023 |
|  | Uitgeschakeld in halve finale                                                           |
|  | Degradatie                                                                              |

### Kampioen
| Campeonato Sergipano de 2022 - Série A1 |
| Sergipe                                 |
| --------------------------------------- |
| SERGIPE Kampioen (37° titel)            |